# 弗拉基米尔市镇
弗拉基米尔市镇（俄语：Владимирское муниципальное образование）是俄罗斯联邦伊尔库茨克州扎拉里区所属的一个市镇。其下辖有3个居民点，行政中心为弗拉基米尔。据2016年统计，该市镇的人口为1023人。